# Орлівська сільська рада (Куликівський район)
Орлі́вська сільська́ ра́да — адміністративно-територіальна одиниця та орган місцевого самоврядування в Куликівському районі Чернігівської області. Адміністративний центр — село Орлівка.

## Загальні відомості
Орлівська сільська рада утворена у 1919 році.
- Територія ради: 77,4 км²
- Населення ради: 1 122 особи (станом на 2001 рік)

## Населені пункти
Сільській раді підпорядковані населені пункти:
- с. Орлівка

## Склад ради
Рада складається з 14 депутатів та голови.
- Голова ради: Постол Микола Миколайович
- Секретар ради: Бусел Валентина Яківна

### Керівний склад попередніх скликань
| Прізвище, ім'я, по батькові     | Основні відомості                                                               | Дата обрання | Дата звільнення |
| ------------------------------- | ------------------------------------------------------------------------------- | ------------ | --------------- |
| Носенко Валентина Олександрівна | Сільський голова, 1954 року народження, член Народної партії                    | 26.03.2006   | 31.10.2010      |
| Постол Микола Миколайович       | Сільський голова, 1957 року народження, освіта середня спеціальна, безпартійний | 31.10.2010   |                 |

Примітка: таблиця складена за даними сайту Верховної Ради України

### Депутати
За результатами місцевих виборів 2010 року депутатами ради стали:

#### За суб'єктами висування
| Суб'єкт висування            | Кількість обраних депутатів | %    |
| ---------------------------- | --------------------------- | ---- |
| Партія регіонів              | 7                           | 50   |
| Самовисування                | 4                           | 28,6 |
| Соціалістична партія України | 3                           | 21,4 |

#### За округами
| № округу                     | Прізвище, ім'я, по батькові    | Дата визнання обраним | Освіта             | Партійна приналежність             | Відомості про обраного депутата                    |
| ---------------------------- | ------------------------------ | --------------------- | ------------------ | ---------------------------------- | -------------------------------------------------- |
| Партія регіонів              |                                |                       |                    |                                    |                                                    |
| 3                            | Коновал Сергій Федорович       | 08.11.2010            | середня            | позапартійний                      | тимчасово не працює                                |
| 4                            | Савченко Алла Іванівна         | 08.11.2010            | середня спеціальна | позапартійна                       | Орлівська загальноосвітня школа І-ІІІ ст., вчитель |
| 5                            | Моргацька Валентина Петрівна   | 08.11.2010            | середня            | позапартійна                       | тимчасово не працює                                |
| 8                            | Савченко Людмила Михайлівна    | 08.11.2010            | вища               | член Партії регіонів               | тимчасово не працює                                |
| 9                            | Бусел Валентина Яківна         | 08.11.2010            | вища               | член Партії регіонів               | Орлівська сільська рада, секретар сільської ради   |
| 11                           | Носенко Ніна Федорівна         | 08.11.2010            | середня            | позапартійна                       | Козелецький молокопункт, молоко приймальниця       |
| 12                           | Чорний Іван Іванович           | 08.11.2010            | середня            | позапартійний                      | тимчасово не працює                                |
| Соціалістична партія України |                                |                       |                    |                                    |                                                    |
| 2                            | Губар Ганна Григорівна         | 08.11.2010            | вища               | член Соціалістичної партії України | пенсіонер                                          |
| 10                           | Тютюник Любов Андріївна        | 08.11.2010            | вища               | член Соціалістичної партії України | пенсіонер                                          |
| 13                           | Лавренець Тетяна Олександрівна | 08.11.2010            | середня            | позапартійна                       | Орлівський будинок культури, техпрацівник          |
| Самовисування                |                                |                       |                    |                                    |                                                    |
| 1                            | Смолянко Любов Семенівна       | 08.11.2010            | вища               | позапартійна                       | Орлівська сільська рада, головний бухгалтер        |
| 6                            | Шимко Валентина Миколаївна     | 08.11.2010            | вища               | позапартійна                       | пенсіонер                                          |
| 7                            | Постол Лариса Михайлівна       | 08.11.2010            | вища               | член Комуністичної партії України  | Орлівський дитячийсадок, вихователь                |
| 14                           | Сиротенко Надія Василівна      | 08.11.2010            | середня            | позапартійна                       | Орлівська сільська рада, землевпорядник            |